# Euplectrus kurandaensis
Euplectrus kurandaensis är en stekelart som beskrevs av Girault 1913. Euplectrus kurandaensis ingår i släktet Euplectrus och familjen finglanssteklar. Inga underarter finns listade i Catalogue of Life.